# امامزاده محمد محروق
امامزاده محمد محروق مربوط به دوره تیموری و صفویه در نیشابور، مجاور آرامگاه خیام واقع است. این اثر در تاریخ ۲۹ آذر۱۳۱۶ با شمارهٔ ثبت ۳۰۲ به‌عنوان یکی از آثار ملی ایران به ثبت رسید.

## تاریخچه بنا
بخشی از این آرامگاه مسجد است. پس از کشته شدن محمد بن حسین محروق او را در قبرستان محله تلاجرد در نیشابور دفن کردند. در دوره سلجوقی بنای بر روی قبرهای این قبرستان بنیان شد که در حمله مغول به نیشابور ویران گردید. ساختمان فعلی در زمان سلطان حسین بایقرا به‌دستور امیر کمال الدین یکی از رجال معروف بنا گرفت. این آرامگاه با گنبد کاشی‌کاری و ایوان‌های بلند از ابنیه زیبای قرن دهم هجری به‌شمار می‌رود. کتیبه کاشی معرق ایوان و صندوق منبت و در ورودی آرامگاه از زمان شاه طهماسب اول (قرن دهم‌هجری) است. کتیبه‌ای منظوم که بر سنگی در سمت راست ایوان به تاریخ ۱۱۱۹ ه‍جری نقر شده است، نشان می‌دهد که در دوران شاه سلطان حسین صفوی، فردی به نام محمدخان در نیشابور به بنای مسجد و مصلا اقدام کرده است. کاشی‌های ازاره آرامگاه از زمان نادرشاه (سال ۱۱۴۵ ه‍.ق) باقی مانده است. 

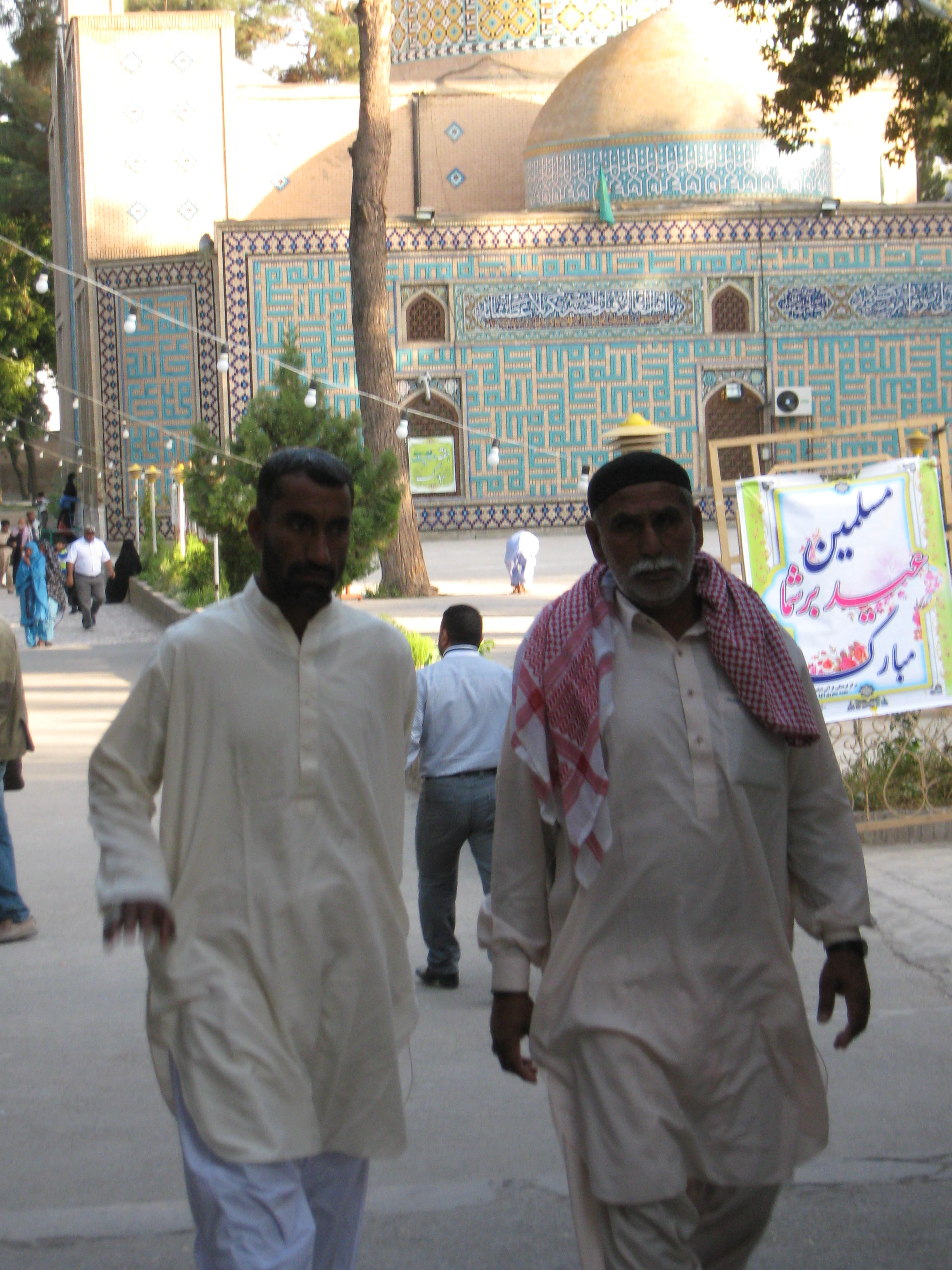
زائران شیعهٔ پاکستانی در آرامگاه محمد محروق؛ ۱۴ اکتبر ۲۰۱۳

در دوران قاجار فرخ‌سیر میرزا نیرالدوله پسر فتحعلی‌شاه آرامگاه را بازسازی کرد. در دوران پهلوی، انجمن آثار ملی ضمن تعمیرات‌اساسی، کاشی‌کاری‌های ایوان و جبهه‌های مختلف آن را مرمت کرد. همچنین در این بقعه یکی از اولاد موسی بن جعفر و تنی چند ار مشاهیر نیشابور نیز مدفون‌اند. این آرامگاه در شمار آثار تاریخی ایران به ثبت رسیده است.
آجرکاری‌های ساختمان امام‌زاده محروق از آثار محمدقاسم اخویان است.

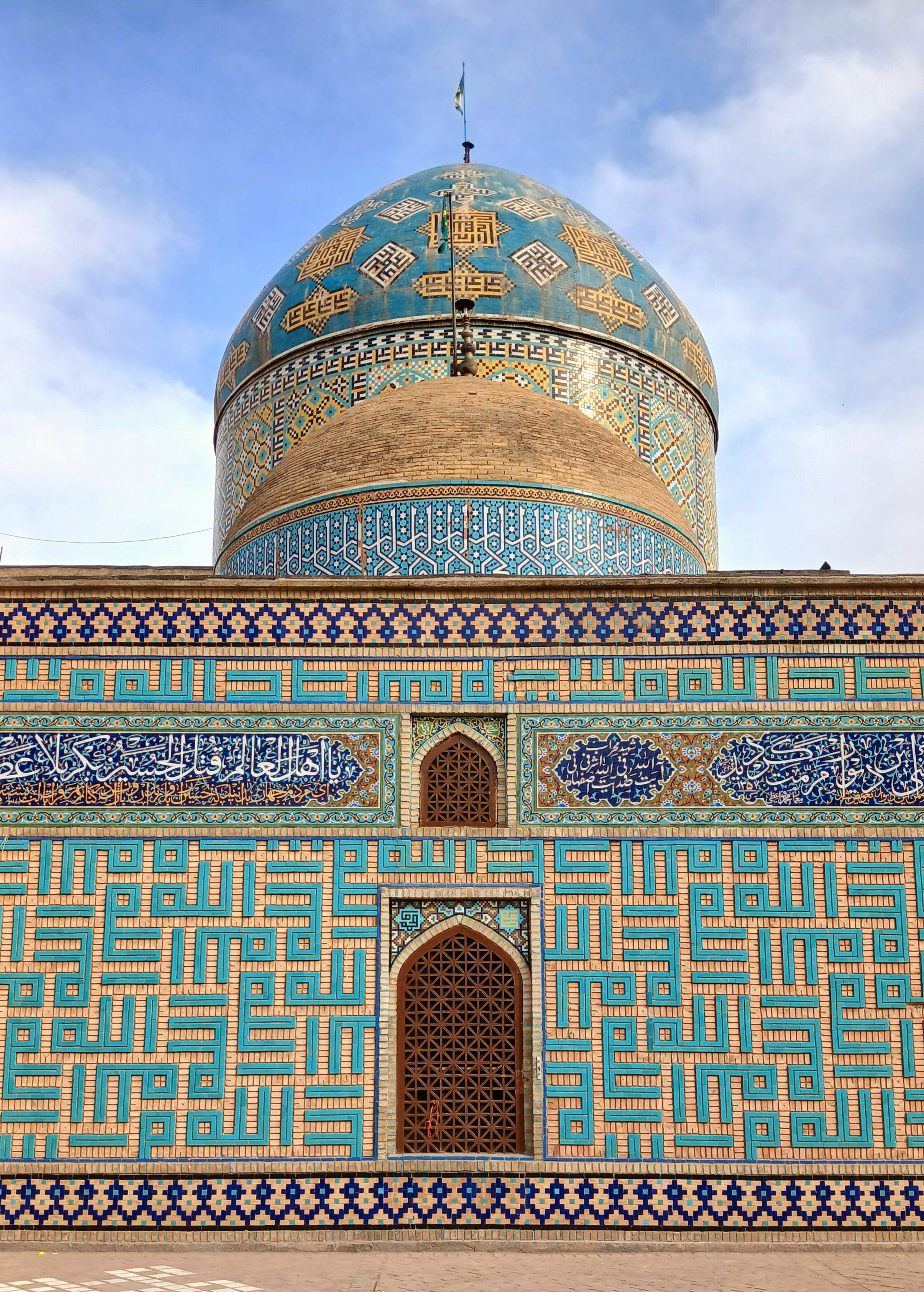
گنبد های زیبای بنای آرامگاه که گنبد بزرگتر (پشت) مربوط به امامزاده محروق و گنبد کوچکتر (جلو) مربوط به امامزاده ابراهیم است

## محمّد مَحروق
مَحروق به‌معنای سوخته، سوزانده‌شده است. نسب محمد بن حسین محروق (؟ - ۸۱۶م/۲۰۰ق) برپایهٔ ذکرِ ابوعبدالله حاکم، محمد بن محمد زید بن علی بن حسین بن علی بن ابی‌طالب از پیشوایان زیدی بود که در جنگ ابوالسرایا شرکت داشت. پس از سوزانده شدنش، از سوی مسلمانان به‌عنوان شهید گرامی داشته می‌شود و آرامگاه و مسجدی به‌نامش در نیشابور است که نزد شیعیان حرم است و برای دیگر مسلمانان به‌عنوان مسجدی گرامی برجستگی دارد. در تاریخ نیشابور از ابوعبدالله حاکم از او یاد شده و او را «سلطان علوی شهید» نامیده و گزارشی از زیارت علی بن موسی رضا از آرامگاهش، نوشته است. محمدحسین خلیفه نیشابوری، نسخه‌نویس آن کتاب در سدهٔ هشتم قمری، نکته‌ای دربارهٔ مرتبه نَسَبِ محمد محروق با علی بن موسی رضا ذکر می‌کند که مساوات دارند.

## زیارت
آرامگاه محمد محروق از سوی امام رضا در تابستان ۲۰۰ هجری زیارت شده است. در تاریخ نیشابور نوشته شده که علی ابن موسی الرضا روزی در نیشابور سخنی می‌گوید که «فی الجمله حکایتِ آن این است: مخدومِ ما اینجا مدفون است، به زیارتِ ایشان رویم.» سپس محمدحسین خلیفه نیشابوری (نسخه‌نویس آن اثر در سده هشتم هجری) ذکر می‌کند که نسب هر دو، مساوات دارد: «حال آنک سلطان محمد محروق در مرتبهٔ نسب با والدِ حضرت سلطان [رضا]... مساوات دارند؛ و بیانِ هر دو نسب چنین ثابت محقق است: موسی بن جعفر بن محمد بن زین‌العابدین علی بن حسین بن علی بن ابی‌طالب؛ و نسب دوم: محمد بن محمد بن زید بن زین‌العابدین علی بن حسین بن علی بن ابی‌طالب».

## نگارخانه

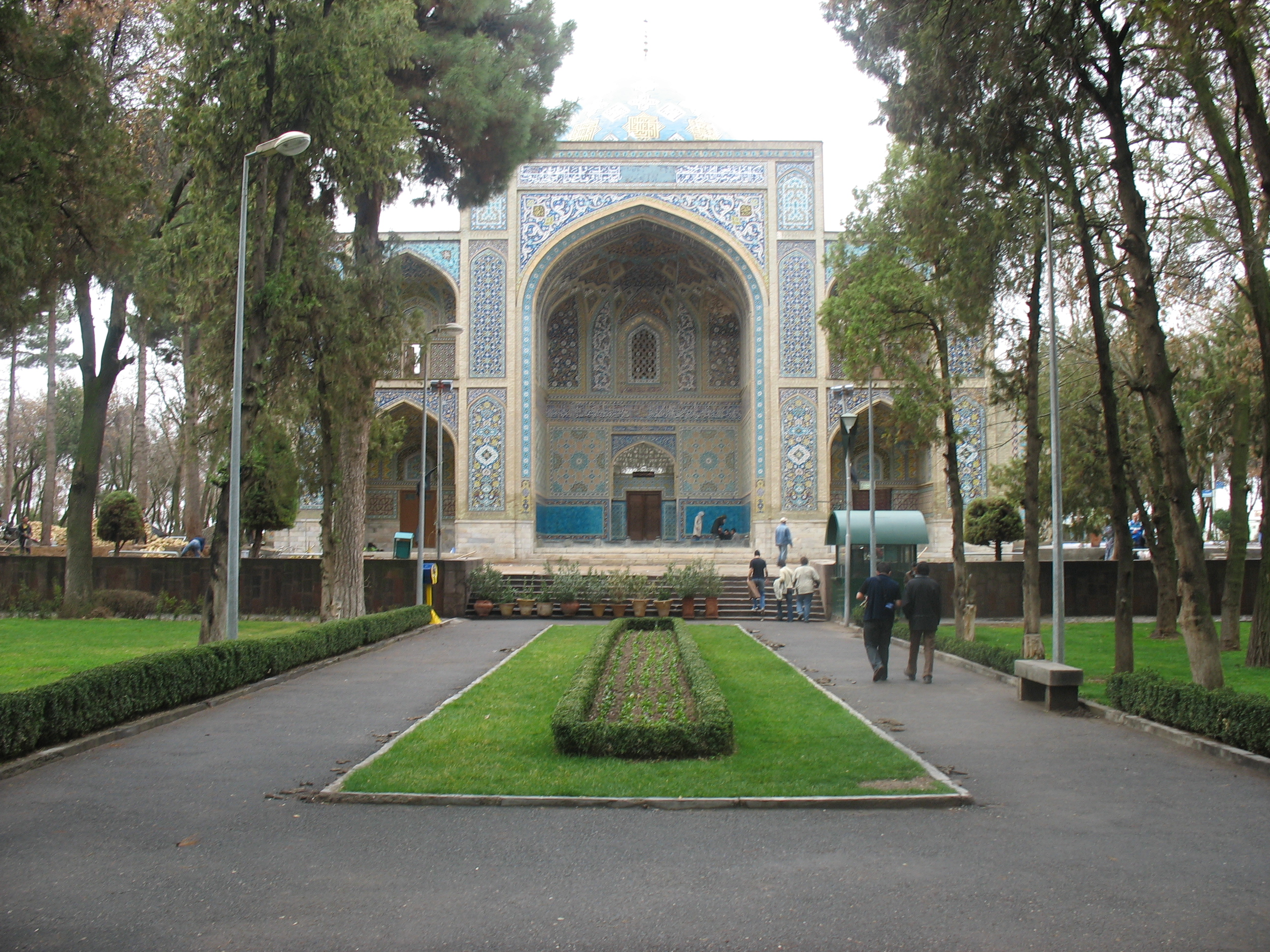
ورودی آرامگاه محروق
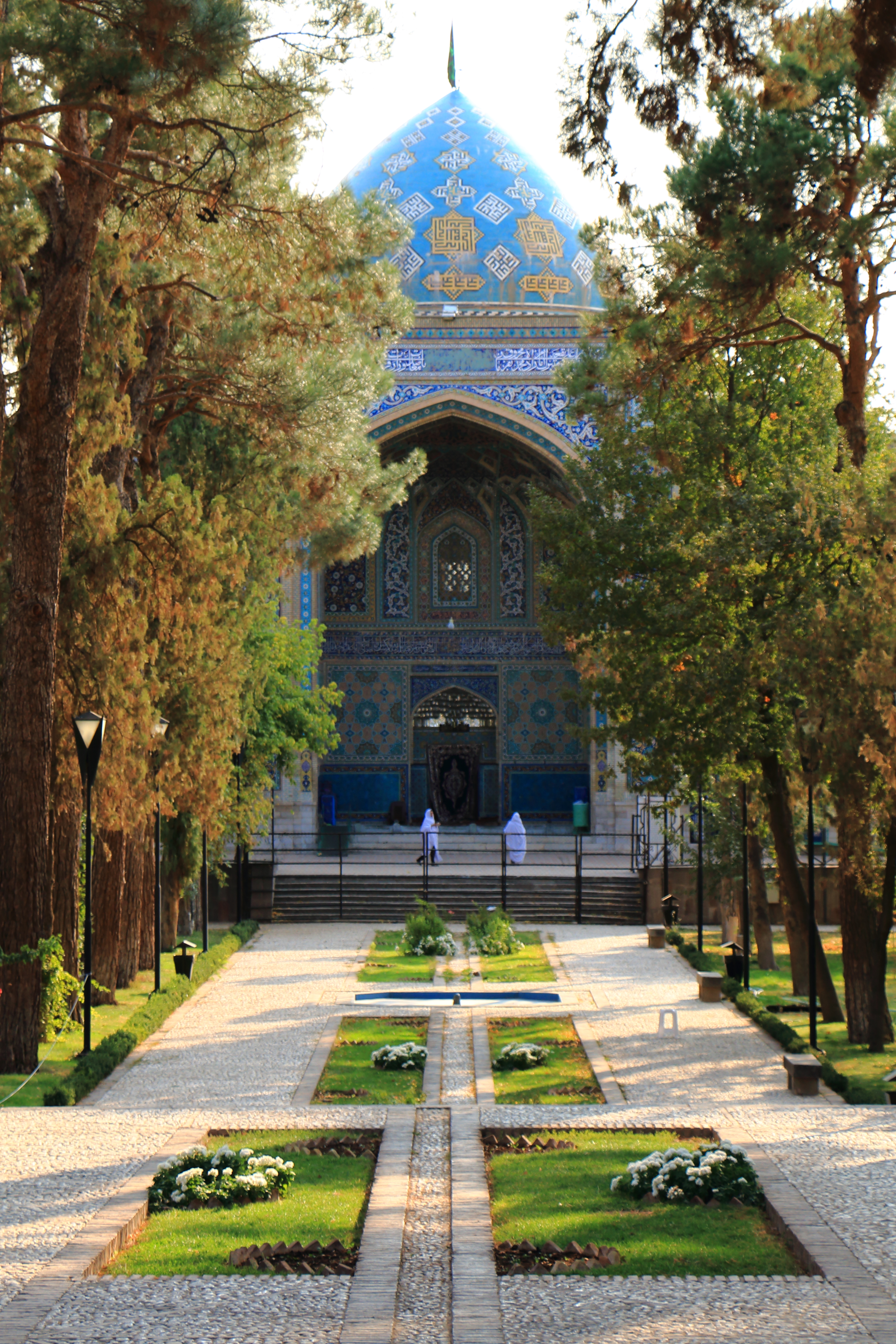
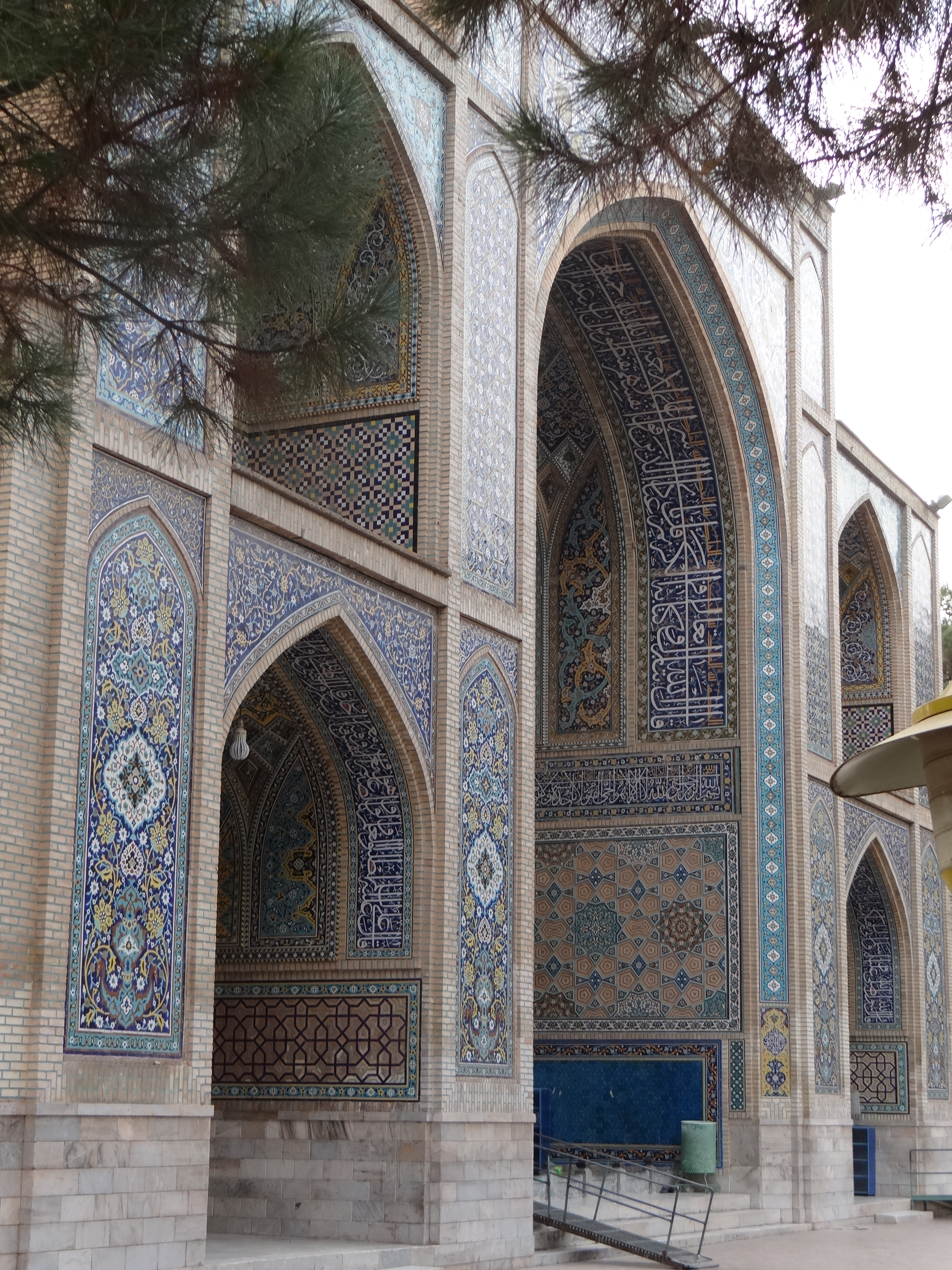
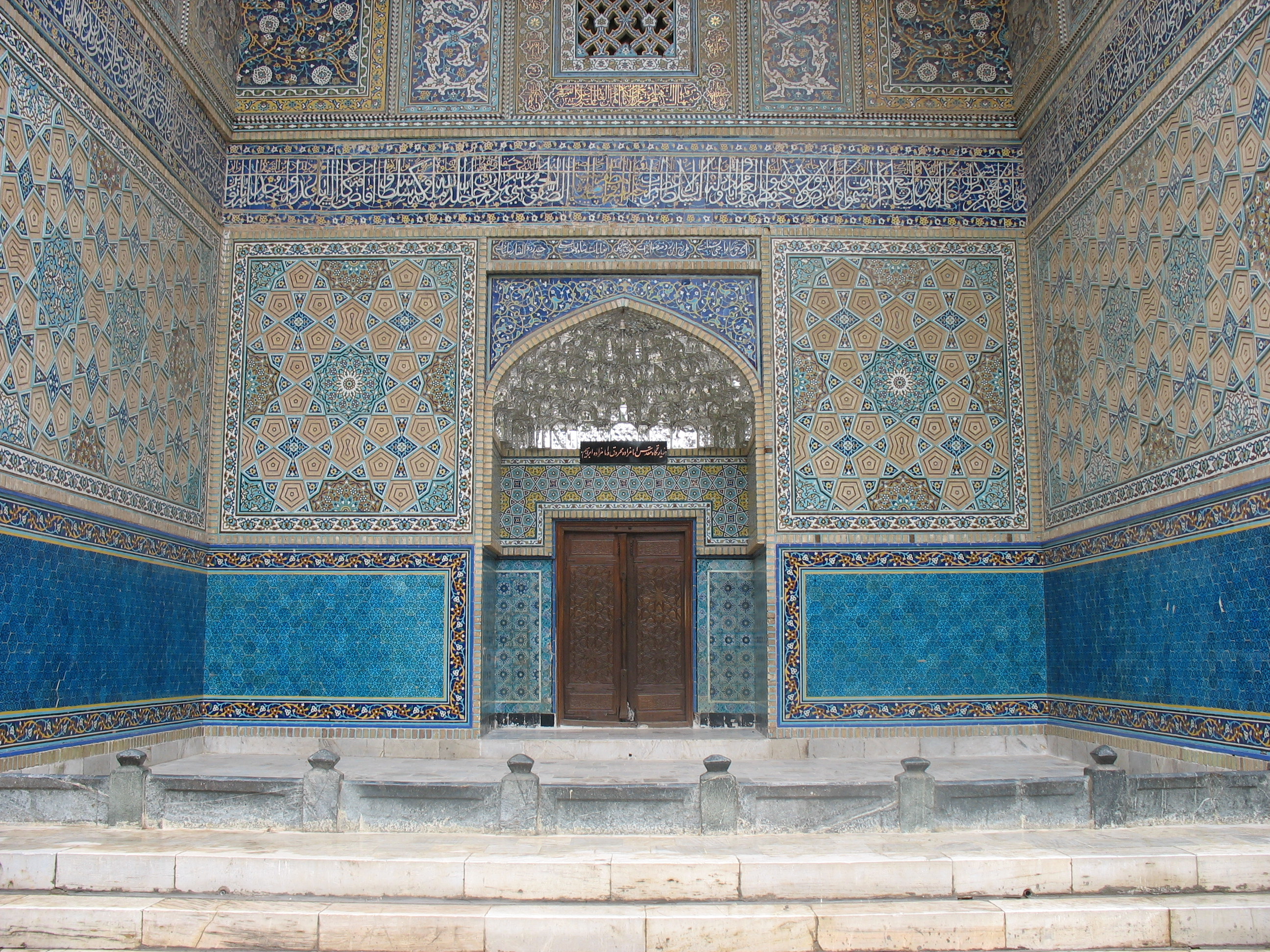
تصویر یکی از ورودی‌های آرامگاه  محروق
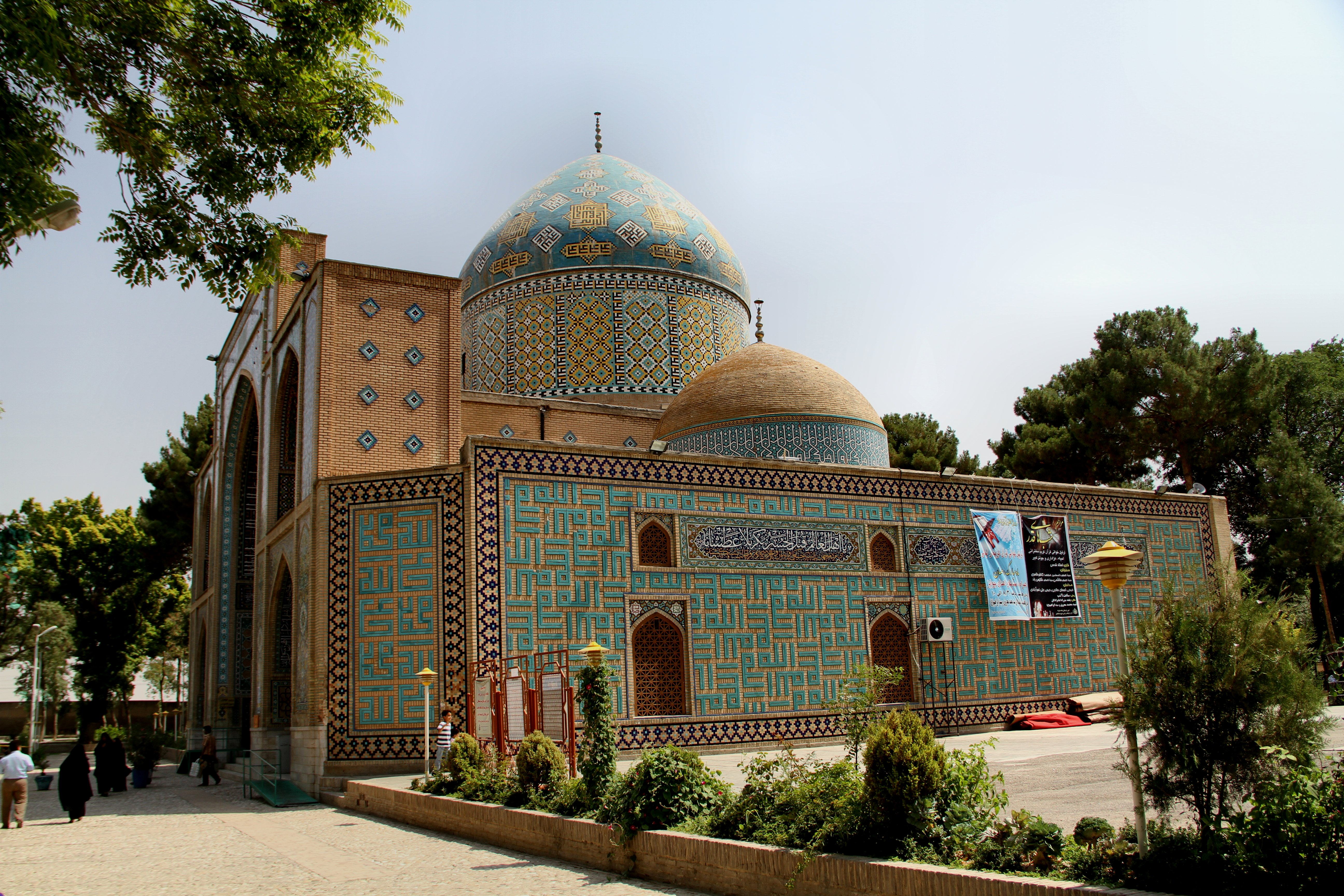
نمای دیگر از بنای آرامگاه
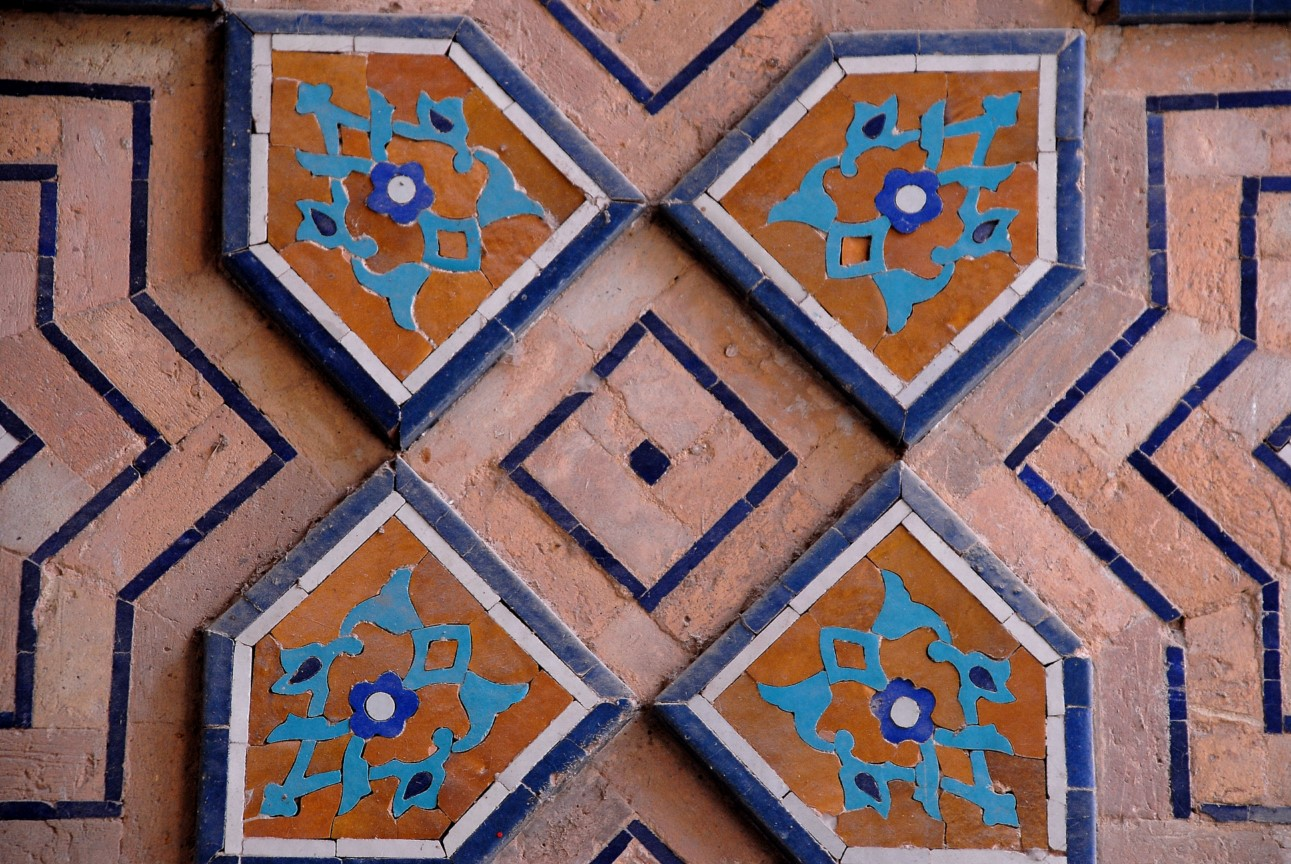
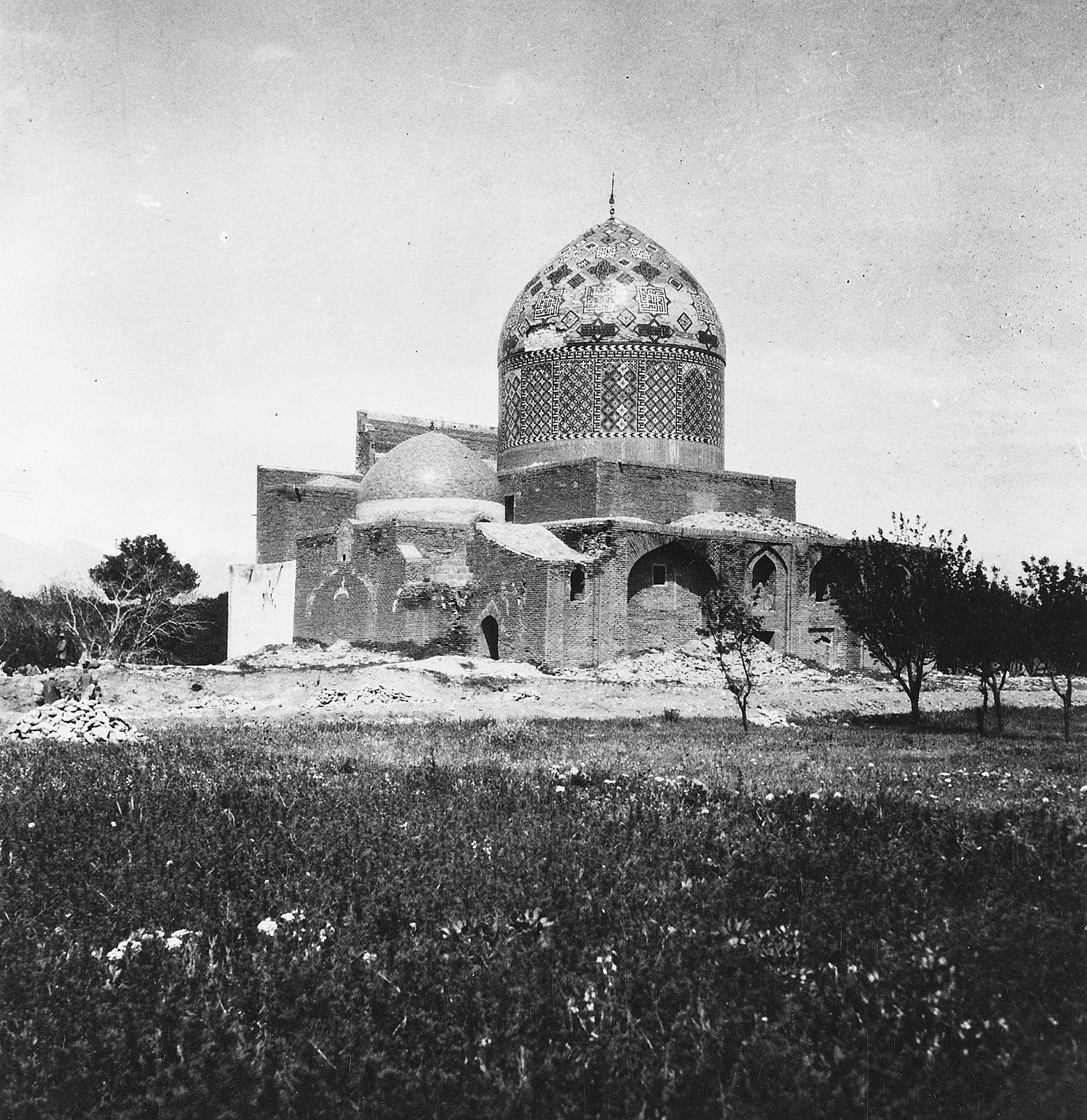
عکس قدیمی از آرامگاه و مسجد محمد محروق
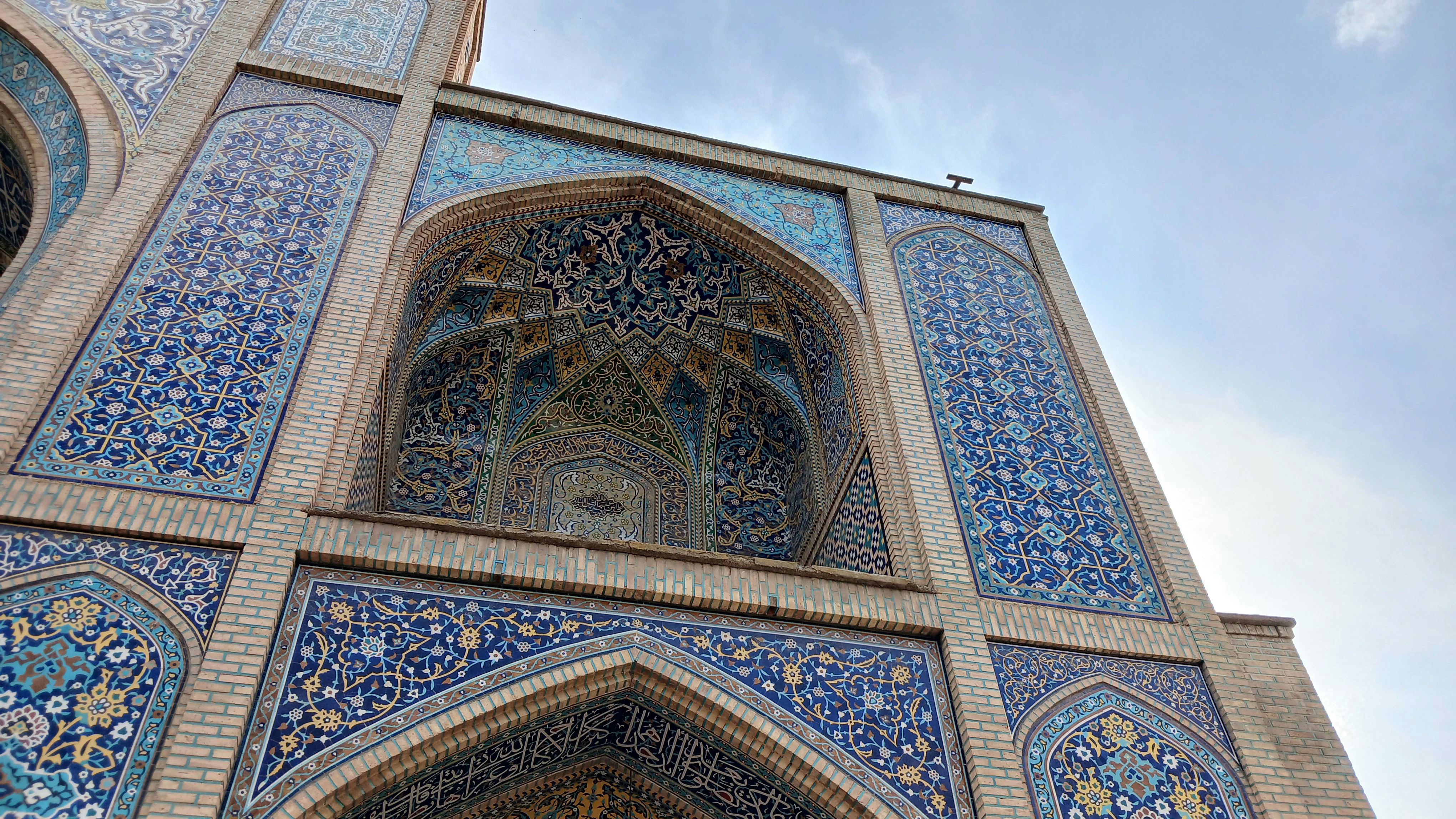
کاشی‌کاری های فوق العاده زیبای ایوان شمالی بنا
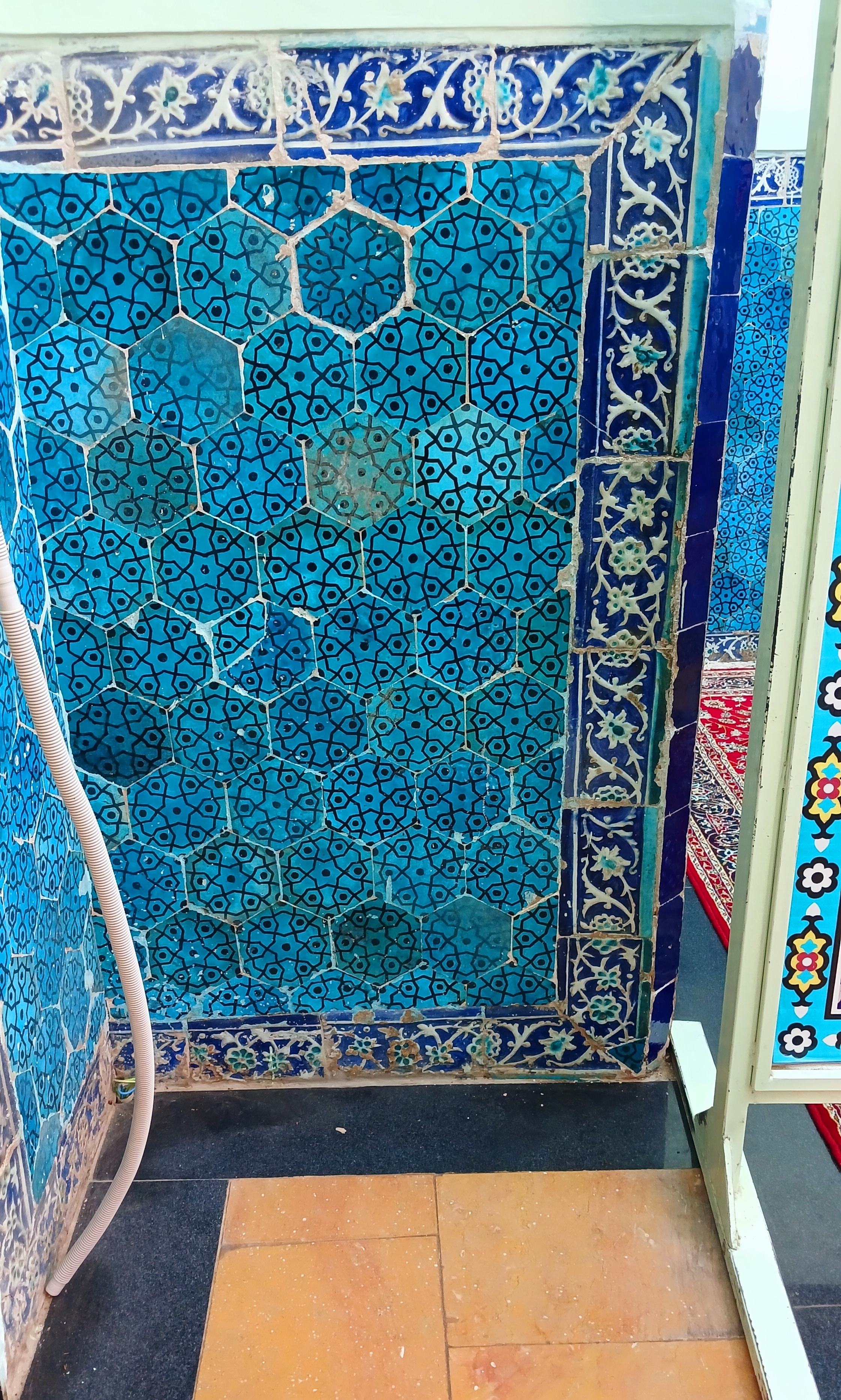
کاشی‌کاری های فیروزه ای داخل بنای آرامگاه
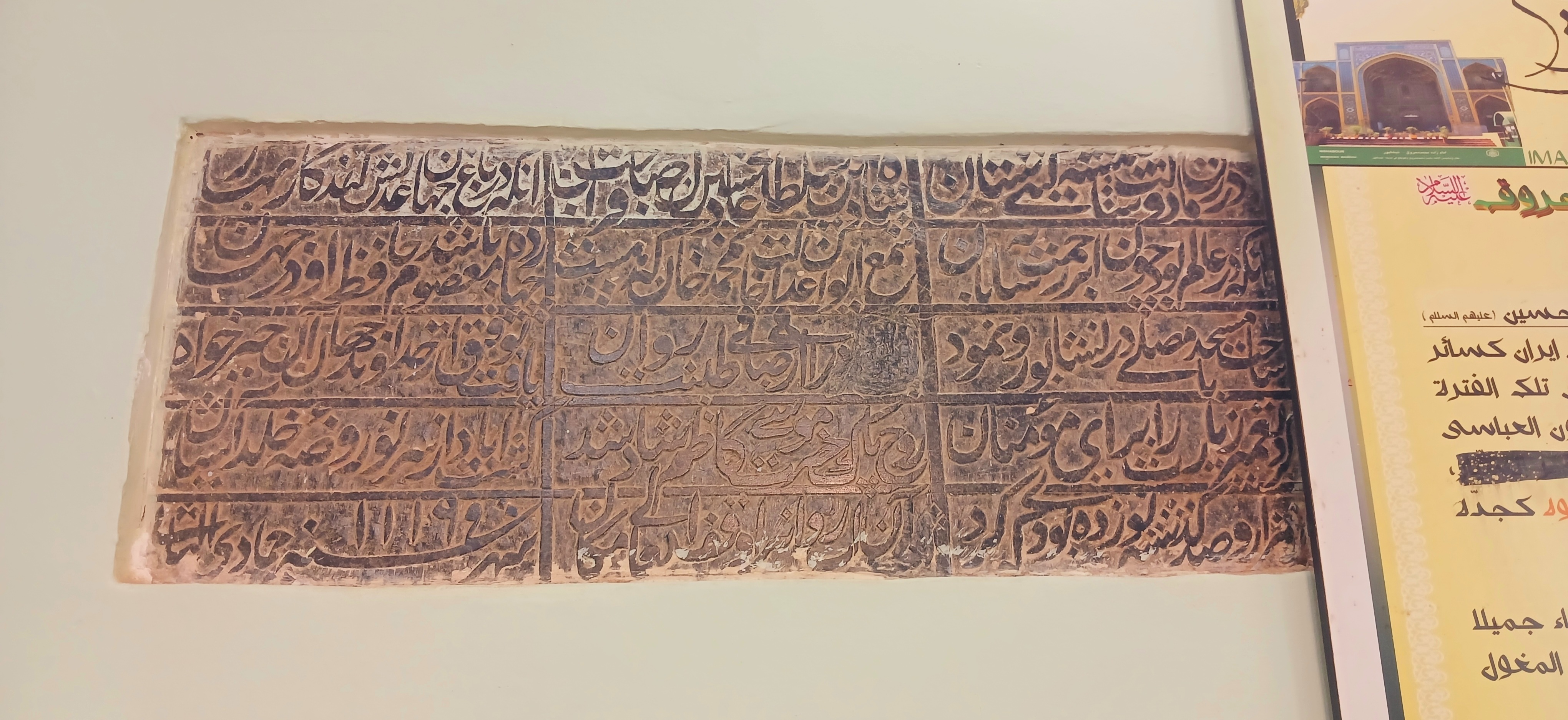
یکی از کتیبه های موجود در داخل بنای آرامگاه
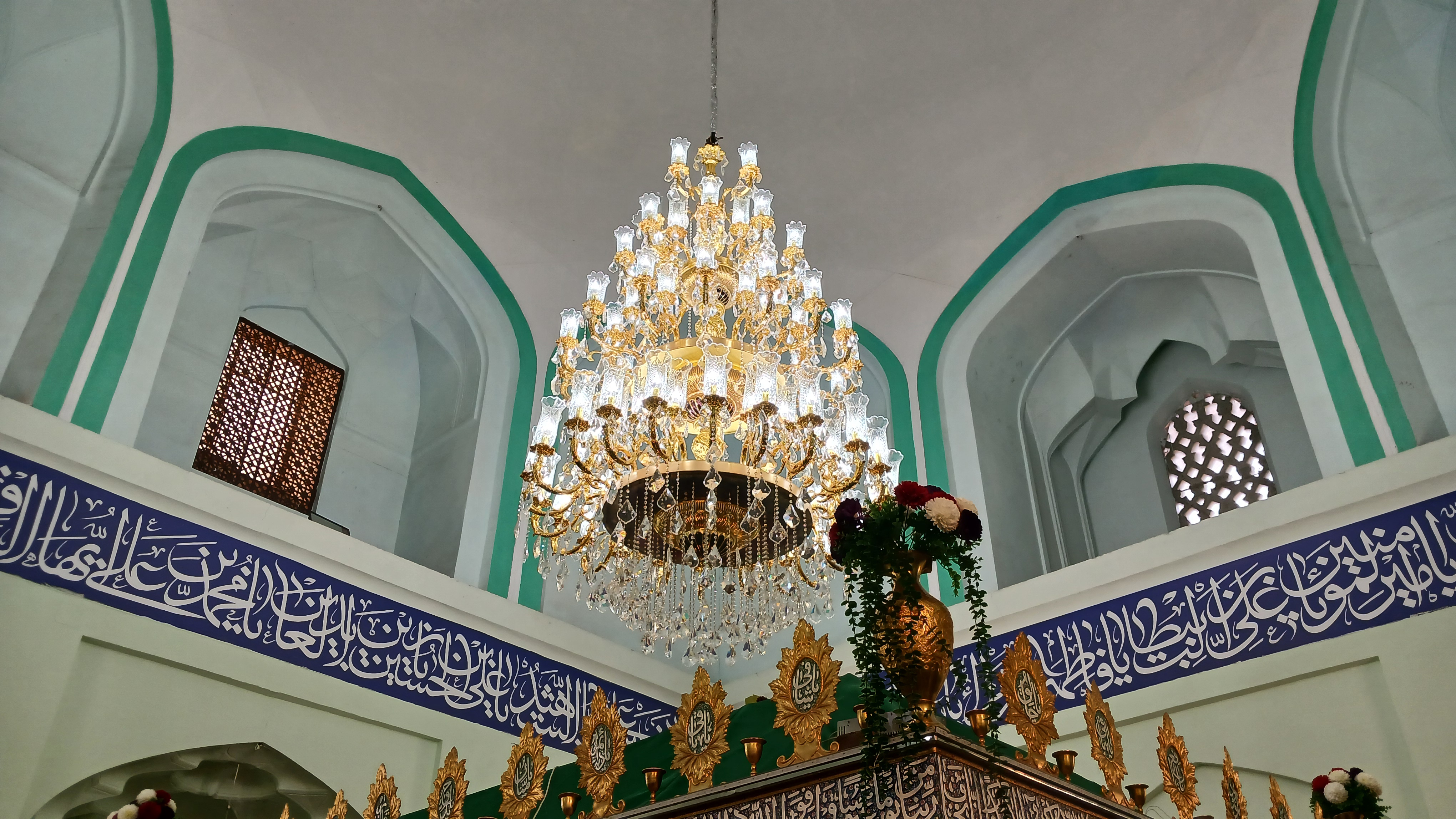
نمایی از درون آرامگاه امامزاده محروق
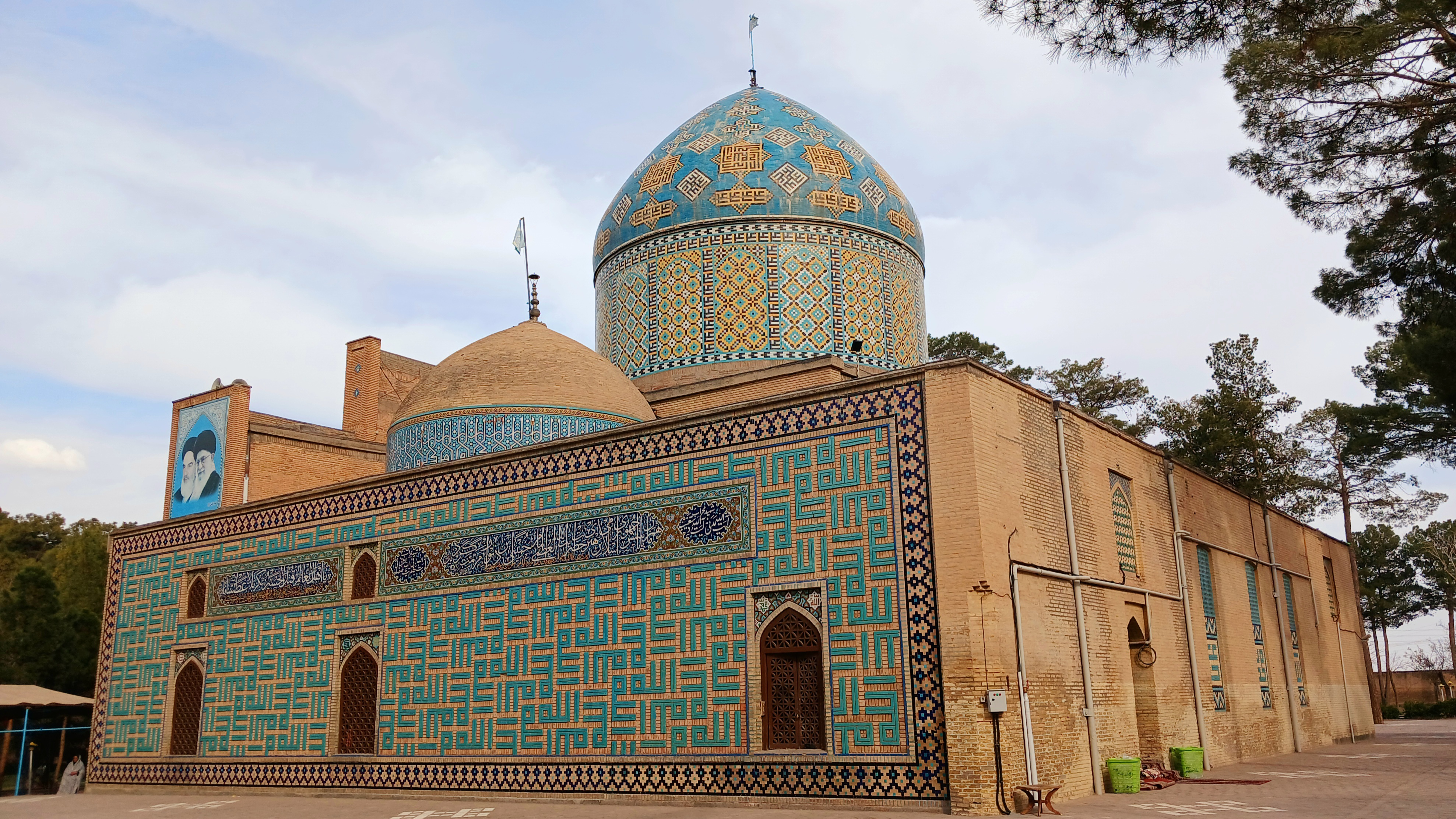
نمایی سه بعدی از بنای آرامگاه